# 장기 기전
장기 기전(-棋戰)은 장기 대회로 특히 프로 장기 기사들이 상금을 걸고 승자를 가리는 대회를 뜻한다. 1957년에 국수 수위전을 최초 시작으로 각종 기전들이 개최되었다. 단판일 경우, 대부분 점수제 방식으로 대국이 진행된다. 주로 국내에만 기전이 있었으나, 2004년 장기전문채널인 브레인TV 개국과 더불어 다양한 장기 기전(대회)이 진행되었다. 2004년 ~ 2016년까지 대한장기협회(한구장기협회)에서 기전을 주관하였고 이후 2017년부터는 대한장기연맹에서 대회를 개최, 주관하고 있다.

## 국제 기전
- 세계인 장기 대회 (2009년 ~ 진행 중)
- 중국 심양국제 장기대회  (2018년)
- 한국.중국 장기대항전 (2022년 ~ 진행 중)

## 한국의 기전 목록
- 명인전 (1990년~ 중단)
- 국수전 (新) (1996년~1999년, 2006년)
- KBS 장기왕전 (2000년~ 중단))
- 총재배 장기 최강자전 (2006년)
- 한게임 장기 챔피언스리그 (2007년)
- 한게임 장기 프로리그 (2007년, 2010년)
- 한게임 장기 그랑프리 (2010년)
- 2010 명인장기 전국 토너먼트 (2010년~2011년)
- 이체배 왕위전 (2008년)
- 장기 기성전 (2005년, 2011년)
- 임금님매트배 장기 천하전 (2006년)
- 대한홍삼배 엠게임 프로리그 (2003년)
- 천석배 (1986년~1998년)
- 프로 10걸전 (1997년~1999년)
- 전주시장배 프로부 (2004년~2006년, 2008년)
- 진안홍삼배 프로부 (2008년)
- KBS 신춘 장기 최고수전(1983년~1990년)
- KBS 장기 고수전 (1992년~1993년)
- 제주도지사배 프로부 (2003년~2005년)
- 햇터배 한국장기 프로리그 (2004년)
- 대한일보사배 국수전 (1968년~1969년)
- 한국장기 최고수전 (2004년)
- 주간경향배 패왕전 (1987년~1991년)
- 국수 수위전 (1957년)
- 경향신문사배 대장군전 (1970년~1973년)
- 기사회장배 (1986년)
- 진로배 (1970년)
- 이사장배 (1985년~1995년)

|현재 진행중인 기전 목록 

# 프로대회
- K 장기 챔피언십 (2016년  ~ 진행 중)
- 프로기전 (2019년 ~ 진행 중)
- 십단전 (2019년 ~ 진행 중)
- 왕중왕전 (2022년 ~ 진행 중)

# 아마추어 대회
- 경북도민 장기대회 (2003년 ~ 진행 중)
- 아마 국수전 (2004년 ~ 진행 중)
- 달구벌 장기대회 (2005년 ~ 진행 중)
- 어린이 장기왕전 (2018년 ~ 진행 중)
- 아마 최고수전 (2022년 ~ 진행 중)
- 신선 전국 장기대회 (2023년 ~ 진행 중)

# 프로+아마 통합 대회
- 오픈 장기 최강전 (2018년 ~ 진행 중)
- 레이디 장기 챔피언십 (2018년 ~ 진행 중)
- 오픈 장기 대항전 (2020년 ~ 진행 중)